# Прапор Острова Мен
Прапор Острова Мен (менс. brattagh Vannin) — складається з червоного полотнища із співвідношенням сторін 1:2, в центрі якого розташований трискеліон — сполучені разом три ноги, що біжать. Офіційно затверджений як прапор у 1931 році, а за основу взятий герб Острова Мен, який є одним із найстаріших у світі. Остання його зміна датована другою половиною XIII століття при королі Магнусі III. До 1931 року офіційним прапором острова був прапор Великої Британії.
Трискеліон є стародавнім символом, який іще використовувався Мікенською цивілізацією та Лікією. Причини використання цього символу на острові Мен невідомі.
Існує також цивільний варіант прапора, де в лівій горішній чверті розташований прапор Великої Британії, хоча острів Мен не входить до складу Великої Британії. Цей варіант був затверджений 27 серпня 1971 року.